# Espanha nos Jogos Olímpicos de Inverno de 1988
A Espanha competiu nos Jogos Olímpicos de Inverno de 1988, realizados em Calgary, Canadá.